# 宋永忠
宋永忠（1958年—），男，江苏沭阳人，中国数学家，曾任南京师范大学校长。
　　

## 生平
1958年2月9日生。1982年毕业于南京师范学院（1984年更名南京师范大学）数学系。1984年毕业于南京师范大学计算数学专业，之后留校任教。1985年获南京大学理学硕士学位，2002年获南京大学数学系理学博士学位。1994年6月至1998年11月担任南京师范大学数学系主任，1998年10月任副校长。2002年4月到2014年任南京师范大学校长。